# Paz de Río
Paz de Río é um município no departamento de Boyacá, na Colômbia.